# Grosbois-en-Montagne
Grosbois-en-Montagne é uma comuna francesa na região administrativa da Borgonha-Franco-Condado, no departamento de Côte-d'Or. Estende-se por uma área de 14,6 km². Em 2010 a comuna tinha 115 habitantes (densidade: 7,9 hab./km²).